# Mestwin (osada)
Mestwin (kaszub. Mestwinowò) – osada w Polsce, w województwie pomorskim, w powiecie kartuskim, w gminie Stężyca.
Do 2023 miejscowość była częścią wsi Gołubie.
Miejscowość pośród lasu na terenie Kaszubskiego Parku Krajobrazowego, wchodzi w skład  sołectwa Gołubie.
Mestwin 31 grudnia 2011 r. miał 10 stałych mieszkańców.